# José Luis Pérez
José Luis Pérez, född den 18 juni 1943 i Tonaya i Mexiko, är en mexikansk ryttare.
Han tog OS-brons i lagtävlingen i fälttävlan i samband med de olympiska ridsporttävlingarna 1980 i Moskva.